# San Diego Comic-Con International

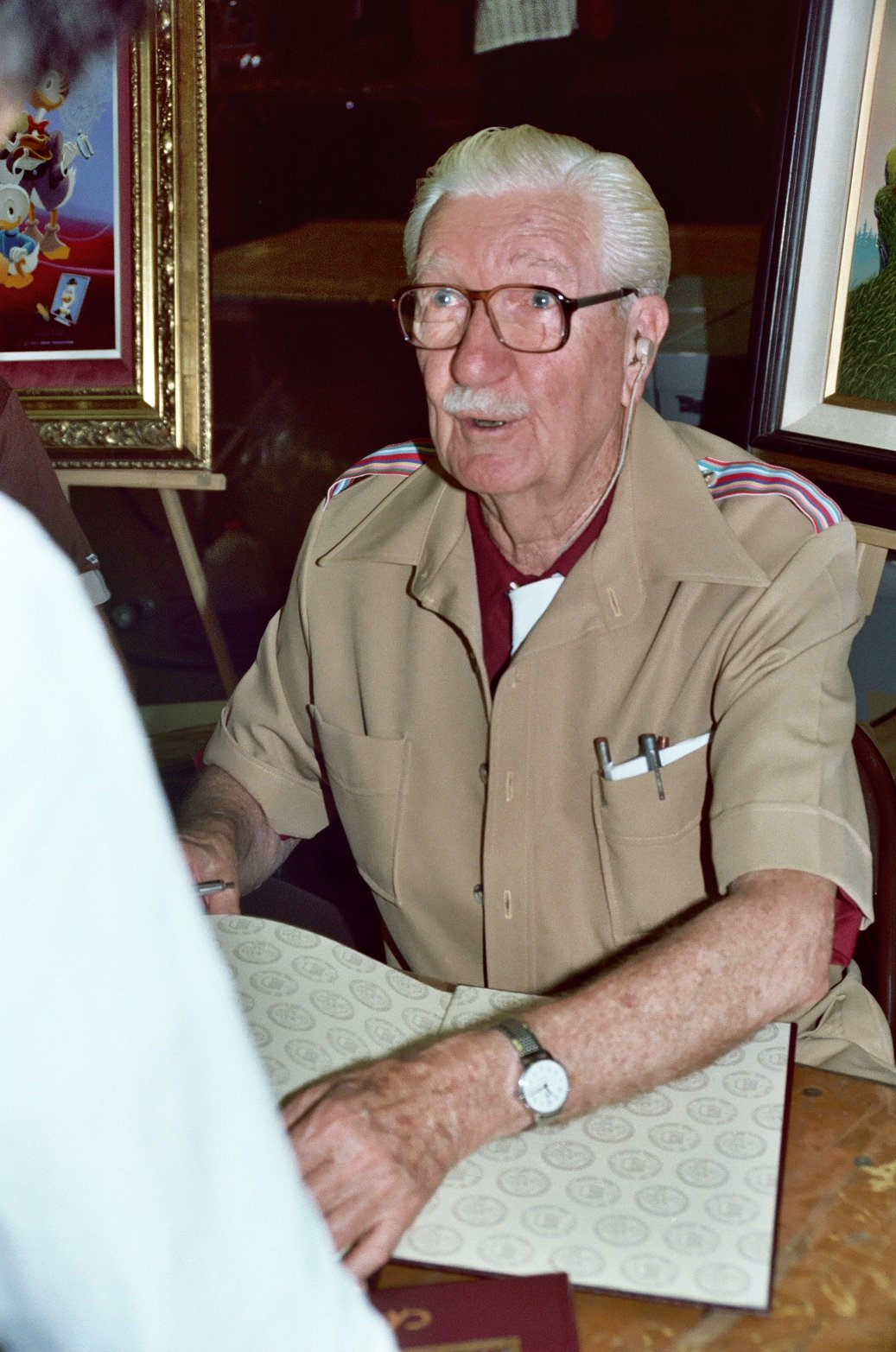
Carl Barks på San Diego Comic-Con 1982.

San Diego Comic-Con International, även känt som Comic-Con eller San Diego Comic-Con, är en årlig seriemässa. Den hålls under sommaren i San Diego Convention Center i San Diego, Kalifornien, USA. 
Första mässan hölls 1970. Evenemanget var till en början ett konvent kring serietidningar, science fiction/fantasy, film, TV och annan populärkultur. På senare år har mässan vuxit till att innefatta andra relaterade områden som exempelvis TV-serier, film och datorspel. År 2010 besöktes mässan av 130 000 personer.